# La Mina
|  | Per la localitat de l'Uruguai vegeu La Mina (Uruguai) |

La Mina és un barri de Sant Adrià de Besòs, que limita amb el municipi de Barcelona (més proper que el mateix centre de Sant Adrià, del qual el separa el riu Besòs i la Ronda del Litoral).
Segons l’Anuari de Població de l’ajuntament de Sant Adrià de Besòs de 2025, el barri de La Mina té censada una població de 10.930 habitants (representant un 27,41% del total del municipi) en una superfície de 727.497,72 metres quadrats i amb una densitat de població de 15.024 hab./km². En el mateix Anuari també consta que té un total de 4112 habitatges, dels quals un 9,68% estarien desocupats segons les xifres oficials.

## Creació
El barri de la Mina, fins aleshores una zona primordialment rural, és el resultat d'una actuació sorgida el 1969, l'objectiu de la qual era l'erradicació de diferents nuclis d'infrahabitatges a l'àrea metropolitana de Barcelona (Camp de la Bota, Pequín, la Perona (Ronda de Sant Martí), Can Tunis, Montjuïc, entre altres). D'aquesta manera, es va planificar substituir el barraquisme horitzontal (que requeria molt d'espai) per "polígons d'absorció" a les perifèries urbanes, transformant-lo en "barraquisme vertical" i alliberant territori.
El primer bloc de pisos que es construeix de La Mina Vella és el del carrer Occident (acabat a finals de 1969), de cinc alçades amb 90 pisos repartits en nou porteries, destinats, principalment, a les famílies de les cases i masies de La Mina rural. En total es van construir 14 blocs, els primers de totxana i la resta de formigó encofrat, només un dels quals és de 12 plantes mentre que la resta en té cinc.
Les urgències del moment van accelerar el procés de construcció del barri. Es van succeir els plans urbanístics i les seves modificacions segons els interessos sociopolítics sense una bona planificació de serveis socials per al barri, prioritzant al seu lloc l'espai disponible per ampliar significativament el nombre d'habitatges.
La Mina és un barri de "creació instantània"; el 1975 tenia ja més de 15.000 habitants i 2.029 habitatges, fruit del re-allotjament de diferents grups de població i en molts casos amb dèficits socials, laborals, culturals o econòmics. El projecte fou de Juan Fernando de Mendoza.
Apareix reiteradament citada en llibres històrics sobre el Camp de la Bota. "Cal dir que el treball de traspàs massiu de nens i nenes del Camp de la Bota i d'altres espais de barraques a les escoles de la Mina no va ser gens fàcil; la massificació, la barreja de tanta gent diversa i desconeguda, d'altres estils escolars o d'infants que no havien estat escolaritzats va generar molts problemes. Que tot això no acabés en un desastre va ser gràcies als impagables esforços de la majoria de mestres i a la implicació de la inspectora Sara Blasi que alhora també ho era del Camp de la Bota. Altres mestres, com Montserrat Pujol Vilarnau i Paco Garcia de Haro, van impulsar els primers programes d’alfabetització de la població al barri.
Malgrat les inversions realitzades al barri, la manca de coordinació de les actuacions, el difícil compromís d'inversió a llarg termini, i els interessos especulatius van llastrar les possibilitats de produir canvis efectius en la situació social del barri.
Després d'anys de desatenció i degradació de les condicions al barri, les persones veïnes impulsen protestes per reclamar millores en diversos serveis. Un exemple són les protestes d'agost de 1975 en forma de pancartes per millorar la neteja del barri, o les reclamacions de desembre del mateix any per poder disposar d'atenció sanitària al barri (ja que fins al moment, s'havia comptat només amb personal sanitari voluntari d'ordres religioses).
El barri també va sortir a protestar el novembre de 1976 amb motiu de la filmació de la pel·lícula del gènere quinqui 'Perros Callejeros', dirigida per José Antonio de La Loma i estrenada el 1977. Aquest i altres films contribuïen a la mala fama del barri de La Mina, fet que causava indignació a molts dels seus habitants que, en aquesta ocasió, van intentar parar el rodatge que es feia davant el bloc de Saturn.
Els anys finals de la dècada del 1970 les protestes van continuar, incloent una vaga general el 1977 per reclamar uns mínims d’atenció sanitària (i d'altres mancances). Aquests moviments reivindicatius veïnals van afavorir la cohesió del barri per lluitar pacíficament davant les diferents administracions.
A la dècada dels anys 1980, es van produir al barri els primers moviments de població que van iniciar canvis en el clima social general. Algunes de les famílies que van venir en un primer moment, quan decidien marxar a altres zones en perdre certa de l'esperança inicial, sovint traspassaven el pis a persones provinents dels pocs camps de barraques encara existents a Barcelona. Aquests nouvinguts van agreujar els conflictes de convivència en l'espai públic, minant part de la bona feina feta fins al moment. Aquesta dècada també va veure el sorgiment del mercat de la droga, sobretot d'heroïna, que faria estralls entre la població de totes les edats.

## Educació
Pel que fa a recursos educatius, el barri de la Mina presenta tot un seguit d’institucions a diferents nivells acadèmics, des d'infantil fins a estudis universitaris:
- Institut Escola La Mina: dividit en dos centres (un enfocat a l'educació primària i un altre a la secundària), es descriu a si mateix com un "centre inclusiu que atén la diversitat impulsant una línia pedagògica coherent en que l'infant és el protagonista" i presenta una estructura d’estudis infantils, primaris i secundaris amb opció d'estudis postobligatoris de formació professional. Es treballa a partir de metodologies que impliquen la participació explícita de les famílies dintre l’àmbit acadèmic, la promoció de l’art, la col·laboració entre grans i petits i, com a implicació en les arrels del barri, la inclusió dels estudis de la història i cultura gitanes, les quals envolten gran part de la ciutadania del barri.[14]
- Escola d'Enginyeria de Barcelona Est: L'EEBE és una de les escoles d'enginyeria de la Universitat Politècnica de Catalunya (UPC). Va entrar en funcionament el curs acadèmic 2016-2017 en el Campus Diagonal-Besòs de la UPC. Actualment, la seva oferta docent inclou graus, màsters, i programes de doctorat. També acull diversos grups de recerca.
- Unitat d'Escolarització Compartida l'Eina: Unitat d'Escolarització Compartida gestionada per Salesians Sant Jordi - PES La Mina. L'escolarització en aquestes unitats comporta una escolarització compartida amb el centre docent en què l’alumne/a està matriculat, i del qual continua depenent a efectes acadèmics i administratius.

A banda de l'oferta d'educació reglada al barri també s'hi troben altres serveis d'educació social que treballen amb infants i joves entre els quals podem destacar:
- Salesians Sant Jordi - PES La Mina
- Casal dels Infants de La Mina
- Associació Casal Infantil La Mina
- Fundació Pere Closa
- Espai Jove
- La Capsa dels Jocs
- Comunitat de Sant Egidi La Mina
- Fundació Formació i Treball de Càritas Catalunya (que inclou l'escola-restaurant ‘D’ins’)

## Cultura

### Setmana Cultural

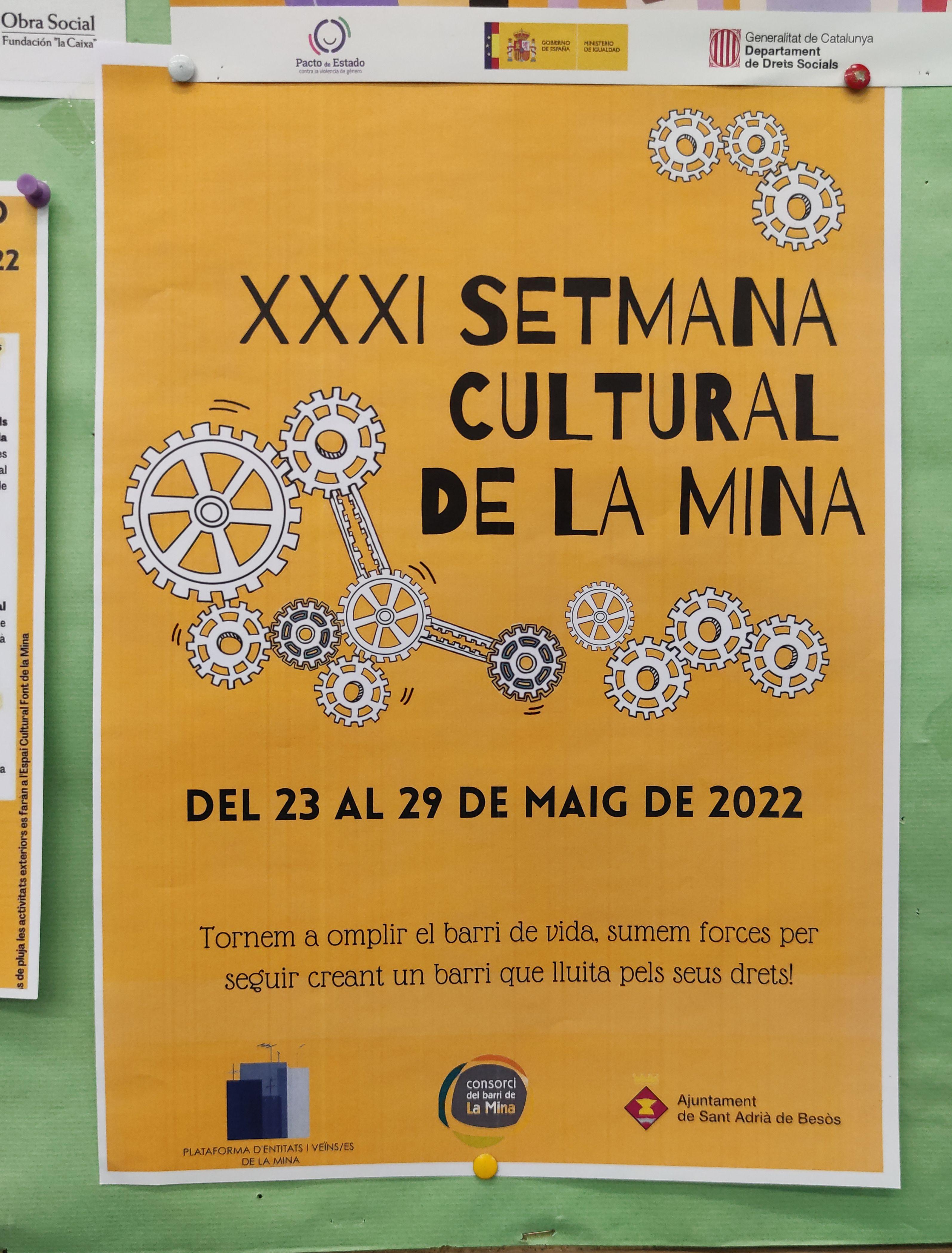
Cartell de la XXXI Setmana Cultural de La Mina (2022)

La Setmana Cultural del barri de La Mina és un espai anual d'intercanvi comunitari liderat per la 'Plataforma d’Entitats de La Mina', en què les entitats i persones veïnes hi organitzen activitats diverses (mostres, exposicions, concerts, presentacions, espectacles, curses, tallers, xerrades, etc.). L'any 2016 se'n va celebrar l'edició número 25.

### Espai Cultural Font de La Mina
L'actual 'Espai Cultural Font de La Mina' ocupa l'espai de l'antic centre cívic del barri, i inclou les instal·lacions de la Biblioteca Municipal Font de La Mina (inaugurada el 27 de juny de 2009).

### Campanya 'I Love La Mina'
Fruit d'una proposta el gener de 2015 d'un 'Espai Zombi' d'IDENSITAT, es crea un adhesiu amb la frase 'I ♡ La Mina' que es reparteix al barri per impulsar un procés participatiu per "compartir i constatar públicament aspectes i sentiments positius sobre un barri ple de diferents capes, vivències i estigmes". Més endavant la imatge de la frase s'adapta i es fa servir en diferents accions al barri, entre les quals destaca una exposició fotogràfica a la Biblioteca Font de La Mina en el marc del Festival de Fotografia Documental de Barcelona DOCField de 2018.

### Mural participatiu 'Una Mina de Color'
A partir de tallers amb entitats del barri en els que recullen idees d'infants i joves, els artistes Zosen i Mina Hamada realitzen entre l'estiu de 2018 i inicis de 2019 un mural participatiu de grans dimensions a la paret mitgera de l'edifici del carrer de les Estrelles.

### Activitats Culturals al Parc del Fòrum
Cada any al recinte del Parc del Fòrum, una part del qual pertany al municipi de Sant Adrià de Besòs i l'altra al municipi de Barcelona, es celebren múltiples esdeveniments culturals com el festival 'Primavera Sound', la 'Fira d'Abril de Catalunya', el festival 'Cruïlla' o el festival 'DGTL', entre d'altres.

### ‘Record d'un malson’, escultura de Joan Brossa

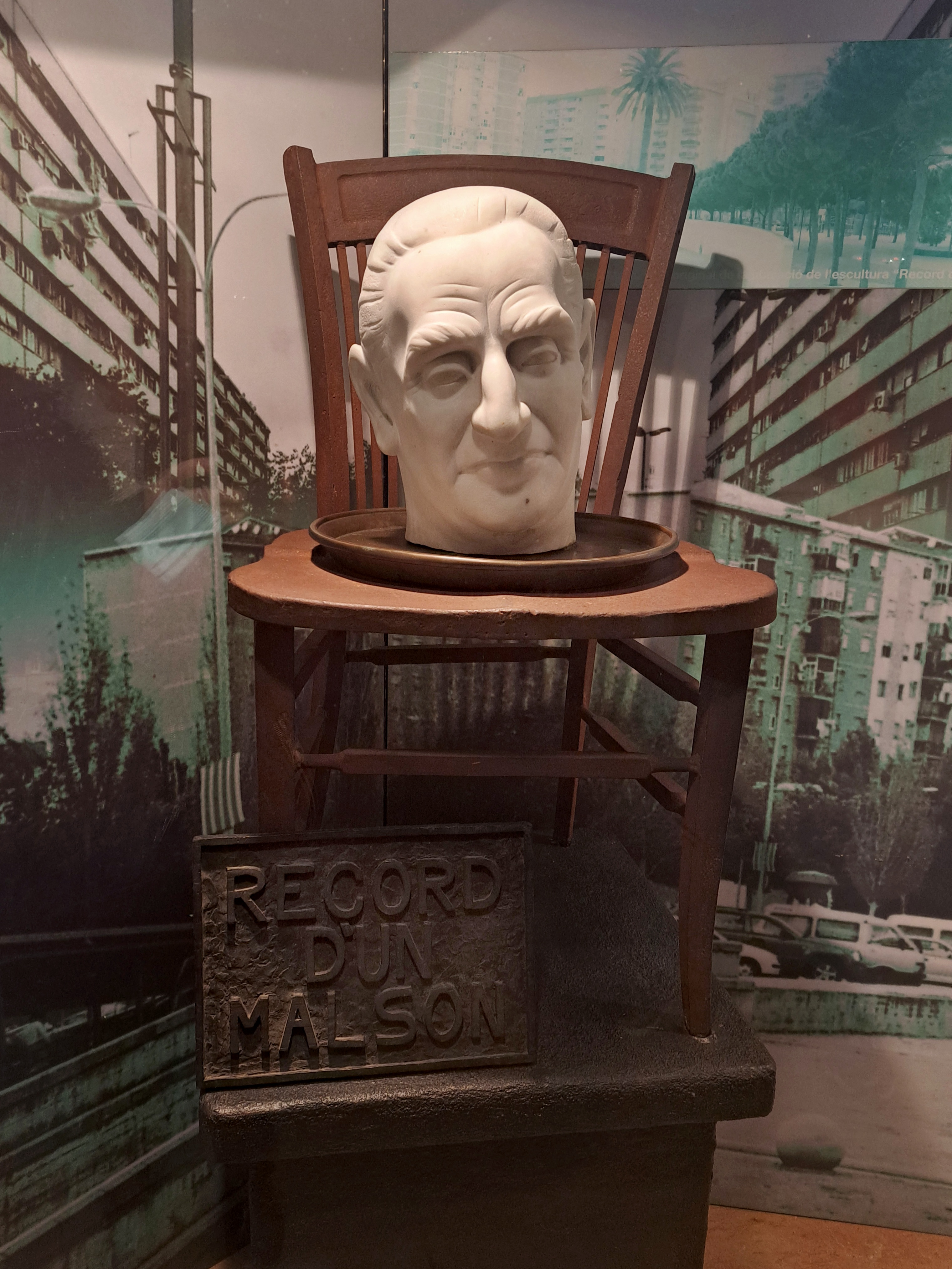
'Record d'un malson', poema objecte de l'artista Joan Brossa.

L’artista Joan Brossa va projectar al 1989, a petició de l’alcalde de Sant Adrià de Besòs, un poema objecte per a la ciutat. Després de passejar pel barri de la Mina va decidir fer una obra dedicada a Josep M. De Porcioles (batlle del moment de Barcelona), ja que creia que representava l'especulació urbanística de la zona d'aquells anys. L’any 1991 Brossa lliurà l'obra a l'Ajuntament, aquest no s'atreví a posar-la en un lloc públic obert, a causa de la duresa de la proposta, i la guardà en un magatzem. L'any 1995, però, dos regidors de l'Ajuntament la tragueren del lloc on era guardada i la col·locaren al Parc del Besòs. Abans d'un dia fou retirada i retornada al magatzem. Des del 2004 es pot veure al Museu de la Immigració de Catalunya.

## Mitjans de Comunicació
- Ràdio La Mina: A inicis de la dècada dels 1980 sorgeix la idea, des de la Coordinadora de Joventut, de crear un mitjà de comunicació per al barri. Finalment, es va materialitzar en el Taller de Ràdio La Mina, un projecte educatiu i de difusió sociocultural. Va iniciar les seves emissions (probablement el 1984 o el 1985) des de casa d'un mossèn al carrer del Mar i, més tard, des del despatx dels regidors de barri Paco Marín i Àngels Rossell. Finalment, al 20 de desembre de 1997, es trasllada al seu emplaçament actual, en un local del carrer Mart cedit per l'ajuntament de Sant Adrià de Besòs.[21]
- desdelamina.net: El 2003 engega el projecte web comunitari a iniciativa de diversos educadors del que ara és Salesians Sant Jordi - PES La Mina. L'objectiu és poder informar i opinar del que passa al barri, amb una mirada social que defuig dels prejudicis i l'estigmatització.[22]

## Transport Públic
El barri de La Mina compta amb transports públics que la connecten amb la resta de barris de Sant Adrià de Besòs, així com amb les ciutats de Barcelona, Badalona i Santa Coloma de Gramenet. Concretament, disposa de diverses línies d'autobús i de tres parades del Tram: ‘Parc del Besòs' (línies T5 i T6), ‘La Mina’ (línia T6), i ‘Campus Diagonal-Besòs' (línia T4).
El barri no disposa de parades del Metro de Barcelona o de Rodalies de Catalunya, tot i que s'hi pot accedir amb facilitat amb connexió mitjançant els altres sistemes de transport.